# Yingshan, Nanchong
Yingshan är ett härad som lyder under Nanchongs stad på prefekturnivå i Sichuan-provinsen i sydvästra Kina.